# Hallongrotta

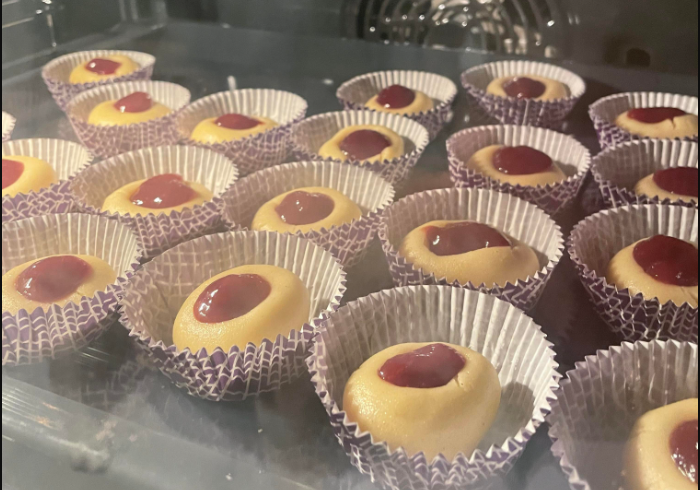
Hallongrottor i ugn.

Hallongrotta är en småkaka, gjord på mördeg smaksatt med vanilj. Mitten av kakan fylls med hallonsylt, därav namnet.
Mördegskakor med sylt har funnits länge, men hallongrottorna anges ha introducerats på 1960-talet då livsmedelsföretaget Bjäre utlyste en tävling för svenska konditorier. Ordet hallongrotta finns belagt sedan 1977.
Hallongrottans dag infaller den 17 mars.

## Ingredienser
- Smör eller margarin
- Vetemjöl
- Socker
- Bakpulver
- Vaniljsocker
- Hallonsylt (fyllning)[5]